# Dom Zemełki w Koninie
Dom Zemełki – zabytkowa kamienica w Koninie.

## Historia
Jest to najstarsza murowana kamienica w Koninie, położona przy placu Wolności. Wzniesiona w drugiej połowie XVI wieku przez Jana Zemełkę. Obecny wygląd zawdzięcza przebudowie na przełomie XIX i XX wieku.
Od 1866 do 1938 roku budynek pełnił funkcje szkolne, początkowo mieściło się w nim progimnazjum, a następnie szkoła handlowa (1907–1919), i w końcu gimnazjum humanistyczne. W 1917 roku nad wejściem do budynku odsłonięto tablicę pamiątkową poświęconą Tadeuszowi Kościuszce.Podczas II wojny światowej, 22 września 1939 roku, przy ścianie budynku rozstrzelano dwóch mieszkańców miasta.
Następnie w budynku mieściły się m.in. Wojewódzkie Biuro Geodezji i Terenów Rolnych oraz Powiatowe Biuro Geodezji. W 1974 roku budynek wpisano do rejestru zabytków. W 1984 roku na budynku odsłonięto tablicę pamiątkową poświęconą siedmiu osobom zamordowanym przez żołnierzy niemieckich 11 listopada 1918 roku.
Od 2014 roku jest własnością miasta. W 2020 roku rozpoczął się gruntowny remont i przebudowa budynku. W ramach prac przeprowadzono gruntowną renowację budynku, rozebrano również znajdujące się na jej dziedzińcu garaże, w miejscu których dobudowano do kamienicy pawilon użytkowy. W kwietniu 2024 roku budynek został ponownie otwarty, ma w nim zostać utworzony Inkubator Aktywności Kulturalnej, Centrum Informacji Turystycznej i wystawa muzealna Multimedialne Podziemie Dziedzictwa. Budynek zarządzany jest przez Konińskie Centrum Kultury. W marcu 2025 roku budynek w większości pozostawał niezagospodarowany, w dobudowanym pawilonie organizowano jedynie okolicznościowe konferencje.